# ترازك عبد الله (مقاطعة إسلام آباد غرب)
ترازك عبد الله (بالفارسية: ترازک‌عبداله) هي قرية تقع في قسم حومة الجنوبي الريفي (مقاطعة إسلام آباد غرب) في إيران. يقدر عدد سكانها بـ 53 نسمة بحسب إحصاء 2016.